# Die Kinder des Generals
Die Kinder des Generals ist ein deutscher Stummfilm in drei Akten von Urban Gad aus dem Jahr 1912. Es zählt zu den verschollenen Filmen des Regisseurs.

## Handlung
Kuno, der Sohn des Generals von der Linde, hat beim Glücksspiel angesichts großer Verluste falschgespielt. Ein Mitglied seines Spielclubs stellt ihn vor die Wahl: Entweder er verlässt das Land oder er wird für seine Tat angezeigt. Kuno offenbart sich seiner Schwester Thekla, die ihm ihr Erspartes für die Flucht ins Ausland überlässt. Den Eltern erklärt Thekla, dass Kuno für eine Dienstreise ins Ausland muss. Kuno jedoch verspielt das Geld leichtfertig. Erneut hilft ihm seine Schwester. Sie bringt ihn bei einer befreundeten Bauersfrau in der Nähe des elterlichen Anwesens unter. Kost und Logis bezahlt sie, indem sie bei einem Redakteur als Übersetzerin arbeitet.
General von der Linde begrüßt in seinem Haus den jungen Engländer James Hill, Sohn des mit dem General befreundeten Lord Hill. James, der längere Zeit in Deutschland bleiben will, verliebt sich in Thekla und bald verloben sich beide. Auch Theklas Freundin Sophie ist in James verliebt. Sie hat gesehen, wie Thekla sich jeden Abend zu einem fremden Mann in ein Bauernhaus schleicht und vermutet in Kuno einen Nebenbuhler. Sie schreibt James einen anonymen Brief, in dem sie Thekla des Fremdgehens beschuldigt. James folgt Thekla abends bis zum Bauernhaus, sieht seinen Verdacht bestätigt und bittet den General um eine Auflösung der Verlobung. Thekla wird von ihren Eltern zur Rede gestellt, bleibt jedoch stumm.
Kurze Zeit später eilt sie zu ihrem Bruder und übergibt ihm Diamanten, die sie zur Verlobung erhalten hat. Er soll diese zu Geld machen und so doch noch außer Landes kommen. Die Eltern und James, die das Verschwinden Theklas bemerkt haben, treffen am Bauernhaus ein. Sie reagieren überrascht, Kuno vorzufinden, den sie im Ausland glauben. Thekla gesteht ihnen, dass Kuno durch Spielschulden zum Verbrecher geworden ist. Sie kann ihre Eltern dazu bringen, Kuno zu vergeben, habe ihn doch nur jugendlicher Leichtsinn zu seiner Tat gebracht. General von der Linde ermöglicht Kuno nun, ins Ausland zu gehen und durch Arbeit seine Tat wiedergutzumachen. James wiederum bittet Thekla, ihm den Zweifel an ihrer Treue zu verzeihen, und beide werden erneut ein Paar.

## Produktion
Die Kinder des Generals wurde im Sommer 1912 innerhalb einer Woche im Bioscop-Atelier in Neubabelsberg gedreht. Außenszenen entstanden am Wannsee und in den Wäldern Berlins. Es war das erste Mal, dass Hauptdarstellerin Asta Nielsen nicht dunkelhaarig vor der Kamera erschien: Im Film trägt sie eine blonde Perücke mit langen Zöpfen.
Am 30. August 1912 belegte die Zensur den Film mit einem Jugendverbot. Die Kinder des Generals wurde am 5. Oktober 1912 uraufgeführt. Nach Der Totentanz war es der zweite Film der Asta Nielsen/Urban Gad-Serie 1912/13. Auch international wurde der Film vermarktet, so war er am 17. Oktober 1912 unter dem Titel Generalens Børn der Eröffnungsfilm des Palads-Theater in Kopenhagen und lief im Januar 1913 unter dem Titel Les enfants du général auch in Frankreich in den Kinos an. Es ist keine erhaltene Kopie des 1001 Meter langen Films bekannt.
Ein Teil der Dreharbeiten wurde parallel von einer weiteren Kamera aufgenommen und zeigen einen Blick hinter die Kulissen. Sie fanden gemeinsam mit Setaufnahmen des Films Das Mädchen ohne Vaterland im Nielsen-Film Die Filmprimadonna Verwendung, der fragmentarisch überliefert ist.